# Club Tijuana Xoloitzcuintles de Caliente
El Club Tijuana Xoloitzcuintles de Caliente, també conegut com a Xolos de Tijuana, és un club de futbol mexicà de la ciutat de Tijuana, Baixa Califòrnia.

## Història

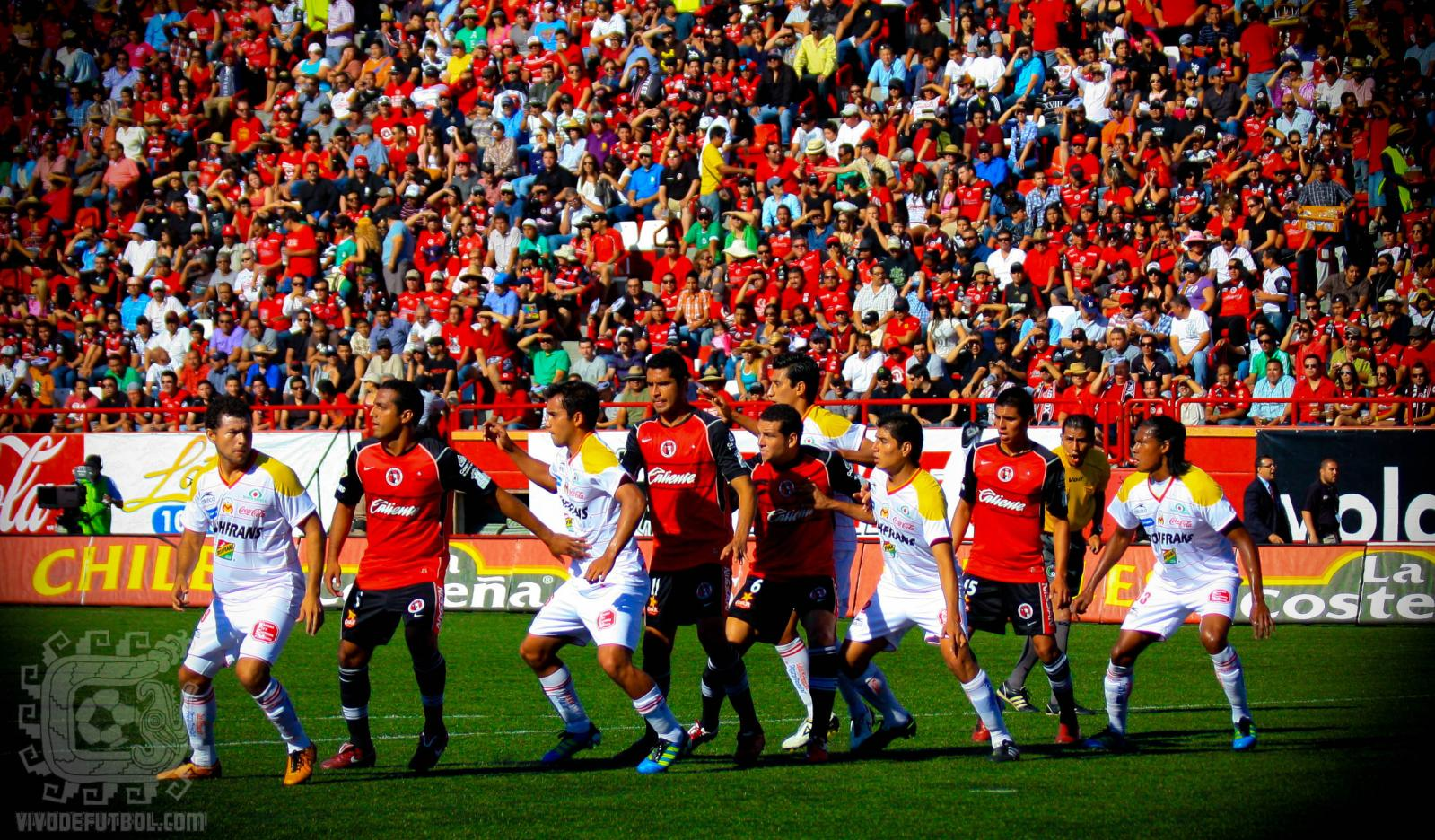
Tijuana Xoloitzcuintles en el primer partit a Primera.

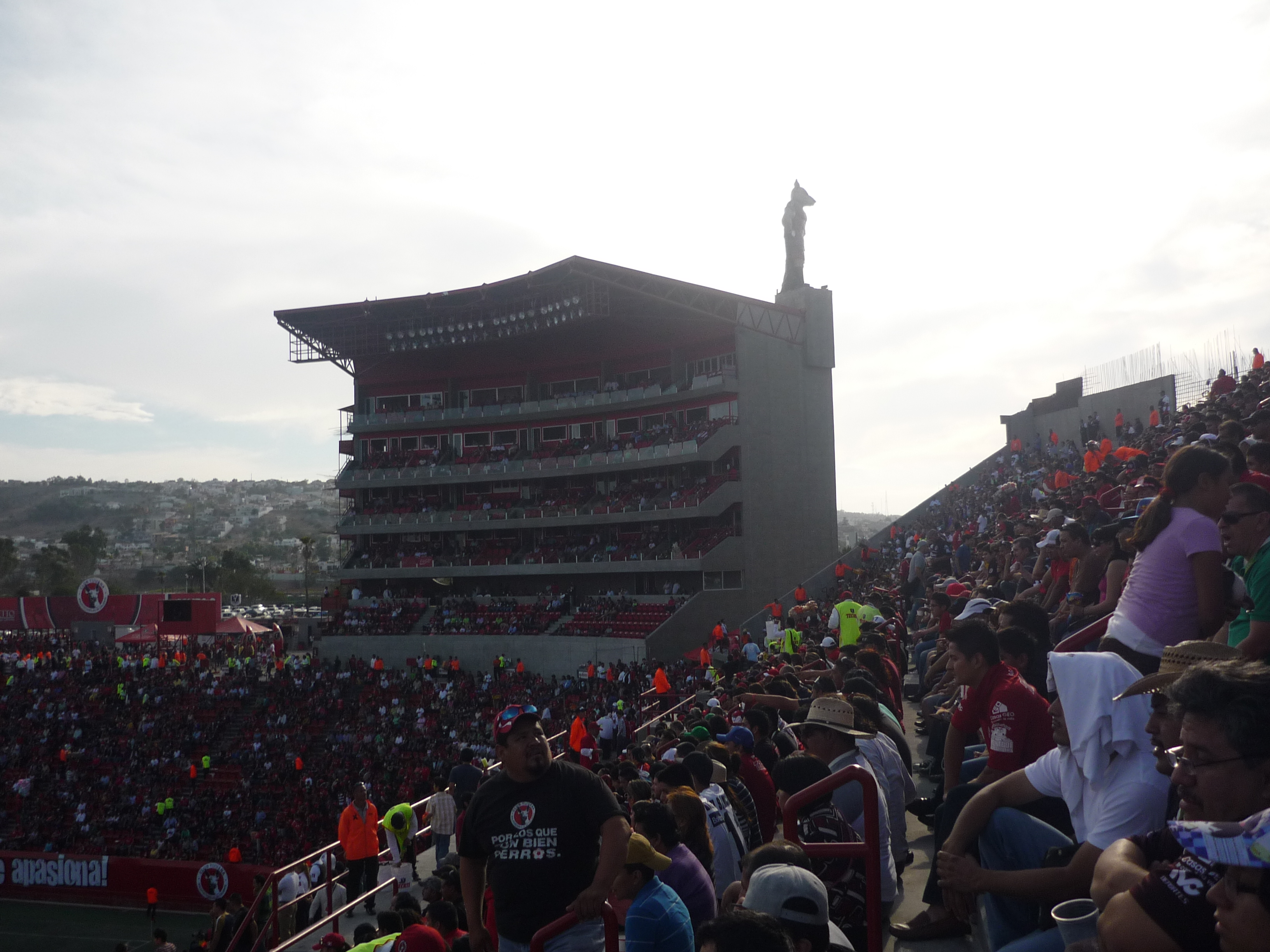
Estadio Caliente.

El 2006 es creà el club Gallos Caliente, a continuació canviat per Club Tijuana Xoloitzcuintles de Caliente. Ascendí a Primera Divisió en derrotar l'Irapuato, 2-1 el 21 de maig de 2011. Prèviament havia guanyat el campionat Apertura 2010 de segona divisió en derrotar el Tiburones Rojos de Veracruz. A la màxima categoria es proclamà campió del torneig Apertura 2012 derrotant a la final el Toluca.

## Enllaços externs

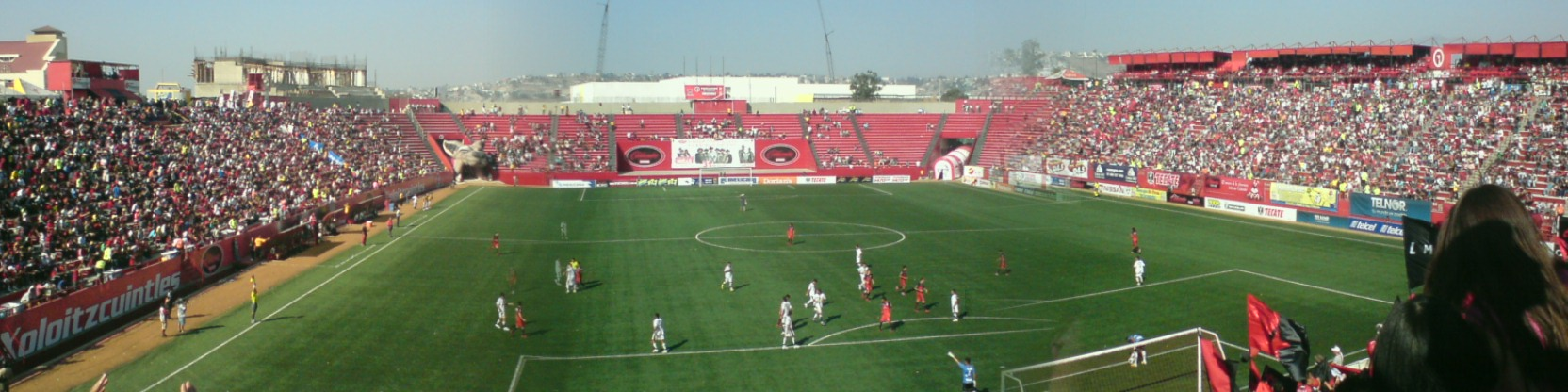
Vista interior de l'Estadio Caliente el 2009.

## Palmarès
- Liga MX: 
  - Apertura 2012

- Liga de Ascenso: 
  - Apertura 2010